# 永野典勝
永野 典勝（ながの のりかつ、1964年10月9日 - ）は、日本の俳優。広島県福山市出身。仕事所属。
身長178cm。体重70kg。血液型はA型。特技はピアノ、ギター、水泳、野球。

## 出演

### テレビドラマ
NHK
- 大河ドラマ
  - 信長 KING OF ZIPANGU（1992年）
  - 徳川慶喜（1998年）
- 天てれドラマ 月曜日が来ない（2008年）
- ドラマスペシャル・白洲次郎（2009年）
- 陽だまりの樹（2012年）

日本テレビ
- 火曜サスペンス劇場
  - 身辺警護 4（1999年） - 桑田信也 役
  - 死刑囚の妹（2000年）
  - 刑事・鬼貫八郎13（2001年） - 中西功治 役
  - 四国八十八か所逃亡巡礼（2004年）

TBS
- 新幹線物語'93夏（1993年） - 達也
- HOTEL 3（1994年） - 稲垣
- 水戸黄門
  - 第25部（1997年）
  - 第29部（2001年）
  - 第42部（2010年） - 内藤右近太夫 役

フジテレビ
- 十三人の刺客（1990年）
- 忠臣蔵 風の巻・雲の巻（1991年） - 伊達左京亮 役
- 御家人斬九郎（1995年）
- 金曜エンタテイメント
  - 松本清張スペシャル 霧の旗（1997年）
- ナースのお仕事4（2002年） - 準レギュラー
- 盤嶽の一生 第7話「じゃじゃ馬馴らし（2002年）- 岩田兵庫 役
- 夜桜お染 第5話「間違えられた男（2003年） - 薄井要蔵 役
- 新・風のロンド（2006年）
- ありがとう!チャンピイ〜日本初の盲導犬誕生物語（2008年）
- 踊る大捜査線 THE LAST TV サラリーマン刑事と最後の難事件（2012年）

テレビ朝日
- 暴れん坊将軍IX（1999年） - 立花慶三郎 役
- はみだし刑事情熱系 第3シリーズ（1999年） ‐ 井上祐司 役
- 相棒
  - （2010年） - 岩井裕也 役
  - （2014年） - 杉本信也 役
  - （2017年） - 新堂誠 役
  - （2019年） - 鴨居辰彦 役
- 警視庁捜査一課9係（2016年）
- 警視庁・捜査一課長（2017年） - 桜町正夫 役
- 土曜ワイド劇場
  - 女警察署長・美佐子（2003年） - 片山松彦 役

テレビ東京
- 徳川剣豪伝 それからの武蔵（1996年） - 春山
- 女と愛とミステリー
  - 長崎で消えた女（2002年）
  - 刑事サスペンス 信濃・東海路同級生連続殺人事件（2003年）
  - 小樽運河殺人案内 20時18分の死神（2003年） - 土屋裕 役
- 水曜ミステリー9
  - 沈黙の目撃者! 動物病院・彩子の事件カルテ（2009年）
  - 介護ヘルパー紫雨子の事件簿1（2012年） - 米田智一 役

### 映画
- 月光の夏（1993年） - 海野光彦
- ひめゆりの塔（1995年）
- 日本一短い「母」への手紙（1995年）
- 草の乱（2004年） - 犬木寿作
- 新・あつい壁（2007年）
- Beauty うつくしいもの（2008年）
- いのちの山河 日本の青空II（2009年）
- 踊る大捜査線 THE FINAL 新たなる希望（2012年）
- NORIN TEN〜稲塚権次郎物語（2015年）
- 思い出の海 ※教育映画
- エリカ38 （2019年）

### 舞台
- わが町
- 肝っ玉おっ母とその子供たち
- シラノ・ド・ベルジュラック
- いのちぼうにふろう物語
- とにもかくにも

### CM
- マイクロソフト（2010年）

### ラジオドラマ
- グッドドリームズ（2005年） - 武部
- MY LITTLE HONDA - 花本武郎